# ارلاندو کروز
ارلاندو کروز (انگلیسی: Orlando Cruz؛ زادهٔ ۱ ژوئیهٔ ۱۹۸۱) بوکسور اهل پورتوریکو است. او نمایندهٔ پورتوریکو در المپیک سیدنی بود.
او اولین بوکسوریست که در دوران فعالیت ورزشی اش دست به آشکارسازی همجنسگرا بودنش زد.